# ۲۶ اژدها
۲۶ اژدها یک ستاره است که در صورت فلکی اژدها قرار دارد.